# Takayuki Sasaki
Takayuki Sasaki (jap. 佐々木 孝元, Sasaki Takayuki) ist ein ehemaliger japanischer Skispringer.

## Werdegang
Am 7. Dezember 1986 gab Sasaki sein Debüt im Skisprung-Weltcup. In Thunder Bay erreichte er dabei mit dem 12. Platz erste Weltcup-Punkte und belegte am Ende den 44. Platz in der Weltcup-Gesamtwertung. Bei der Nordischen Skiweltmeisterschaft 1987 in Oberstdorf sprang Sasaki von der Normalschanze auf den 64. und von der Großschanze auf den 44. Platz. Im Anschluss an die WM zog sich Sasaki viele Jahre auf nationale Ebene zurück und bestritt ausschließlich Wettkämpfe in Japan.
Ab 1994 startete Sasaki im Skisprung-Continental-Cup, wo er jedoch ohne größere Erfolge blieb. Im Januar 1994 und 1995 wurde er jeweils für die Springen in Sapporo nominiert und konnte dabei in beiden Wettbewerben auf der Großschanze in die Punkteränge springen. 1994 erreichte er dabei mit dem 11. Platz das beste Einzelresultat seiner Karriere.